# Maren Thomsen
Maren Thomsen (* 1. Dezember 1961 in Kiel) ist eine deutsche Juristin, ehemalige Richterin am Bundesverwaltungsgericht und seit Anfang Januar 2014 Präsidentin des Oberverwaltungsgerichts Schleswig.

## Vita
Maren Thomsen studierte von 1981 bis 1987 an der Kieler Christian-Albrechts-Universität Rechtswissenschaft. Auf die Erste Juristische Staatsprüfung folgte das Rechtsreferendariat im Landesdienst mit Abschluss der Zweiten Juristischen Staatsprüfung 1990.
Ihre juristische Karriere begann sie im Juli 1990 als Richterin beim Verwaltungsgericht Schleswig. Von dort wurde sie 1992 an das Justizministerium des Landes Schleswig-Holstein abgeordnet, zunächst als Fachreferentin für Öffentliches Recht und ab Oktober 1993 als Leiterin des Ministerbüros bei Justizminister Klaus Klingner.
1996 kehrte sie an das Verwaltungsgericht Schleswig zurück, wurde aber bereits im September 1996 bis Juni 2000 als wissenschaftliche Mitarbeiterin an das Bundesverfassungsgericht abgeordnet.
Nach ihrer erneuten Rückkehr an das Verwaltungsgericht Schleswig im Jahr 2000 wurde sie alsbald an das Sozialgericht Kiel (2001/2002) und das Oberverwaltungsgericht Schleswig-Holstein (Juli bis Dezember 2003) abgeordnet. Im August 2005 wurde sie Vorsitzende Richterin am Verwaltungsgericht Schleswig und im Februar 2007 dort Vizepräsidentin.
Im Juni 2007 wurde Maren Thomsen zur Richterin am Bundesverwaltungsgericht ernannt. Dort wurde sie unter anderem im 2. Revisionssenat eingesetzt, der sich mit dem öffentlichen Dienstrecht befasst. Ab 2011 war sie dort auch Mitglied des Präsidiums.
Am 23. April 2008 wählte der Kieler Landtag Maren Thomsen als eine der ersten Richterinnen und Richter für das neu geschaffene Schleswig-Holsteinischen Landesverfassungsgericht, das am 1. Mai 2008 seine Arbeit aufnahm. Die Amtszeit lief bis zum 30. April 2017. 2013 lehnten Beschwerdeführer der Jungen Union in einem Wahlprüfverfahren Maren Thomsen wegen Besorgnis der Befangenheit als Richterin ab, da sie sich zu dieser Zeit um die Stelle der Präsidentin des Schleswig-Holsteinischen Oberverwaltungsgerichts bewarb. Über diese Bewerbung hatte nach Artikel 43 Absatz 3 der Landesverfassung der schleswig-holsteinische Landtag zu entscheiden. Da von der Wahlprüfbeschwerde letztlich auch die Mehrheitsverhältnisse im Parlament berührt würden, entstehe durch die Bewerbungen ein deutlicher Interessenkonflikt.
Am 6. Januar 2014 wurde sie zur Präsidentin des OVG Schleswig ernannt und schied damit am Bundesverwaltungsgericht aus. Die Vertreter von SPD, CDU, Grünen, SSW und Piratenpartei hatten die von der SPD favorisierte Thomsen unterstützt. Lange hatten CDU und SPD über die Neubesetzung der Richterstelle gestritten. Für die Wahl der OVG-Präsidentin war eine Zwei-Drittel-Mehrheit erforderlich. Maren Thomsens Wahl zur Präsidentin erfolgte nach den monatelangen Auseinandersetzungen schließlich einstimmig.

## Ämter und Mitgliedschaften
- Mitglied des Richterwahlausschusses des Landes Schleswig-Holstein[7]
- Seit 1997 Mitglied des Deutschen Juristinnenbundes[8]
- 1997 bis 2001 Leitung der Kommission Migrantinnen des Deutschen Juristinnenbundes
- 2001 bis 2005 Vorsitzende der Kommission Öffentliches Recht, Europa- und Völkerrecht des Deutschen Juristinnenbundes und damit Mitglied des Bundesvorstandes, nach 2005 weiterhin aktives Kommissionsmitglied[8]
- Mitherausgeberin der Zeitschrift für Öffentliches Recht in Norddeutschland

## Veröffentlichungen (Auswahl)
- Mitautorin des Kommentars von Ralf Brinktrine, Kai Schollendorf (Hrsg.): Beamtenrecht Bund. C. H. Beck Verlag 2021, ISBN 978-3-406-75298-8.
- Christoph Brüning, Wolfgang Ewer, Maren Thomsen: Landesrecht Schleswig-Holstein. Nomos Verlag, 27. Auflage 2020, ISBN 978-3848776429.